# Perdita binotata
Perdita binotata är en biart som beskrevs av Timberlake 1954. Perdita binotata ingår i släktet Perdita och familjen grävbin. Inga underarter finns listade i Catalogue of Life.